# I miserabili (miniserie televisiva 1972)
I miserabili è una miniserie televisiva in due episodi diretta da Marcel Bluwal nel 1972 e basata sull'omonimo romanzo di Victor Hugo.

## Trama
Questo adattamento del romanzo concentra molto del suo tempo nelle sezioni finali, cominciando con Marius a casa del nonno; è molto fedele nelle parti terza, quarta e quinta, mentre le scene concernenti il Vescovo di Digne, Fantine e la piccola Cosette sono dati brevemente con sequenze in flashback. È una delle poche versioni in cui compare il cugino di Marius, Theodule, così come la scena in cui Gavroche incontra i due piccoli che poi “adotterà”.